# 都宁县
都宁县，中国唐朝时古县名。
唐高宗仪凤二年（677年）开江安县山洞夷獠置都宁县，治所在今四川省叙永县西南，一说即叙永县叙永镇。属泸州都督府所辖纳州。《太平寰宇记·卷八十八·泸州》记载，“南至土纳州都宁县三百二十里”。 天宝元年（742年）属都宁郡，乾元元年（758年）属纳州。后废。在今四川筠连县境属羁縻连州又有都宁县。 